# Colin Groves
Colin Groves (Londres, 24 de junho de 1942 - Camberra, 30 de novembro de 2017) foi um antropólogo australiano. Era professor de antropologia biológica na Australian National University em Camberra, Austrália.
Seus interesses de pesquisa eram a evolução humana, primatas, outros mamíferos, análise esquelética, antropologia biológica e etnobiologia.
Apesar de nunca ter pisado na amazônia brasileira ou ter trabalhado diretamente com mamíferos amazônicos, Groves foi homenageado na espécie de sauá Callicebus grovesi, endêmica de Mato Grosso.

## Principais obras
- 1989 A Theory Of Human And Primate Evolution Oxford Science Publications
- 1989 Skeptical. (Editado por Donald Laycock, David Vernon, Colin Groves e Simon Brown.) Australian Skeptics
- 1996 From Ussher to Slusher; from Archbish to Gish; or, not in a million years... Archaeology in Oceania, 31:145-151.
- 2001 Primate Taxonomy, Smithsonian Institution Press, Washington D.C.
- 2003. The science of culture. Being Human: Science, Culture and Fear: Royal Society of New Zealand, Miscellaneous Series, 63:3-13.
- 2004 (com David W.Cameron) Bones, Stones and Molecules. Amsterdam, Boston etc.: Elsevier Academic Press